# Camargo (cràter marcià)
Camargo és el nom d'un cràter d'impacte al planeta Mart situat amb el sistema de coordenades plaentocèntriques a 17.74 ° latitud N i 109.68 ° longitud E. L'impacte per un asteroide va causar un obertura de 4,77 quilòmetres de diàmetre en la superfície del planeta. El nom va ser aprovat l'any 1988 per la Unió Astronòmica Internacional en honor de la comunitat boliviana de Camargo.